# Булатовићи
Буковље је насељено место у Босни и Херцеговини у општини Коњиц у Херцеговачко-неретванском кантону које административно припада Федерацији Босне и Херцеговине. Према попису становништва из 1991. у насељу је живјело 97 становника.

## Становништво
По последњем службеном попису становништва из 1991. године, у насељу Булатовићи живело је 97 становника. Становници су претежно били Муслимани.
| Националност | 1991.       | 1981. | 1971. |
| Муслимани    | 87 (89,69%) |       |       |
| Хрвати       | 10 (10,31%) |       |       |
| Укупно       | 97          |       |       |